# Arqueiro

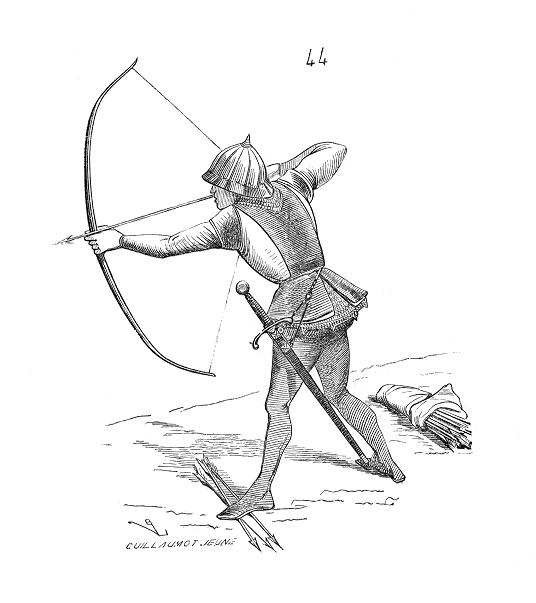
Arqueiro Inglês com um arco longo.

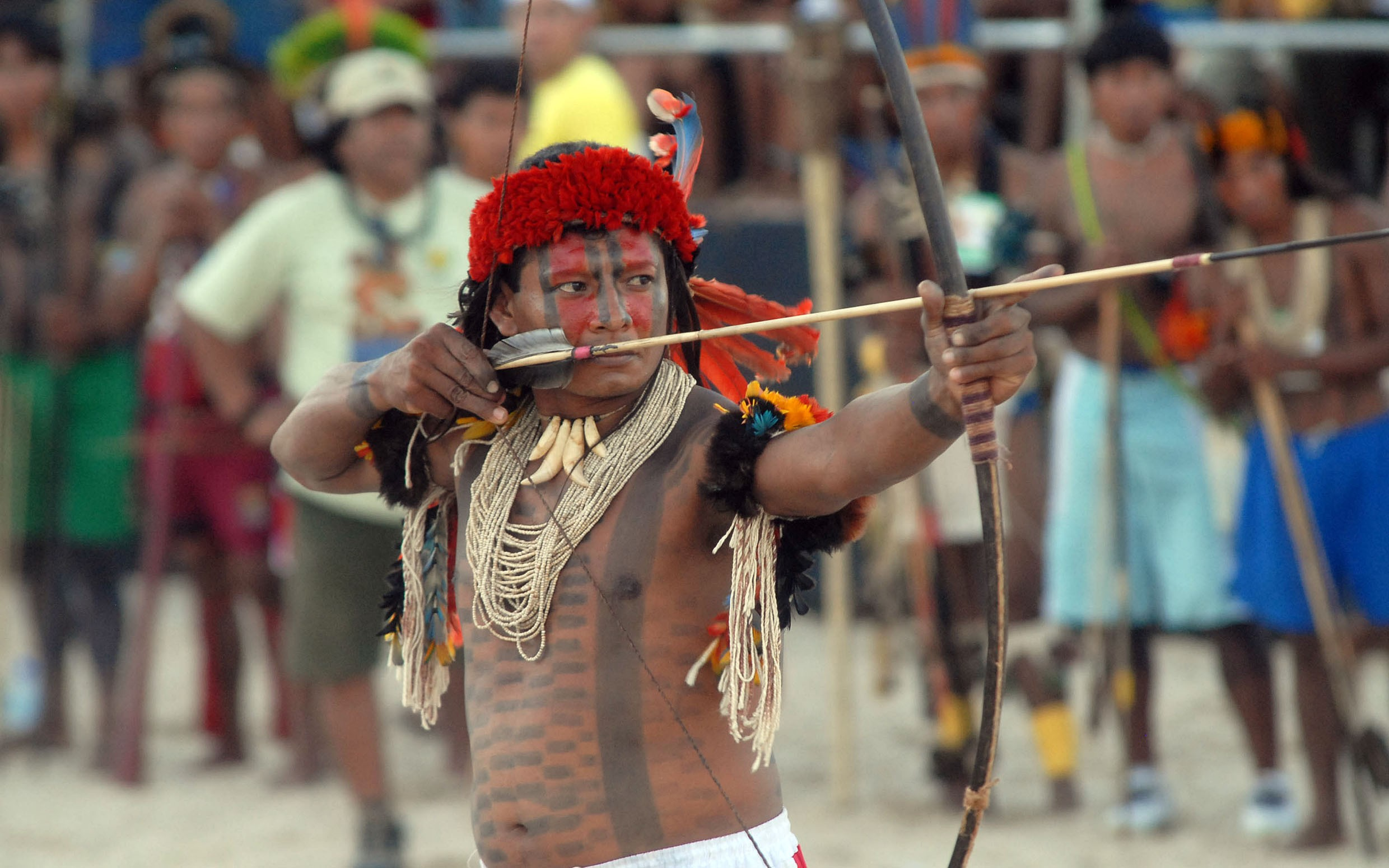
Um arqueiro brasileiro do povo ricbactas.

Arqueiros esportistas num evento na Alemanha.

O arqueiro ou archeiro era um soldado da infantaria medieval munido de arco e flechas. 
Os arqueiros foram largamente utilizados pelos ingleses nas batalhas medievais, inclusive contra os franceses na Guerra dos Cem Anos. Os arqueiros chegaram a formar mais da metade do exército inglês de Eduardo III da Inglaterra, rei da Inglaterra no século XIV.  
Os arcos não eram utilizados pelos franceses porque, para manejar um arco longo, eram necessários vários anos de prática, e o arco era uma moda na Inglaterra do século XIV.
Posteriormente, os arqueiros foram utilizados como soldados da guarda principal da Casa de Borgonha que passou a Castela com o Imperador Imperador Carlos V do Sacro Império Romano-Germânico. Algumas fontes referem que D. João I de Portugal teria arqueiros de guarda. Se assim era, certamente não usavam arco dentro do paço. Na Batalha de Aljubarrota, a guarda de el-rei não era formada de atiradores.
Com o desenvolvimento das armas de fogo, os arqueiros desapareceram do exército, e a guarda real passou a ser constituída apenas por homens de armas (cavalaria pesada) e mais tarde por ginetes (cavalaria ligeira). Para evitar pendências entre os fidalgos, D. João II voltou a formar um corpo de arqueiros, que era armado de alabardas; talvez fosse essa a origem da guarda da câmara. Também tiveram guarda de alabardeiros os duques de Bragança e de Aveiro. 
Talvez no reinado de D. Pedro II, os alabardeiros voltassem a ter o nome de arqueiros.